# Colonos italianos en Libia

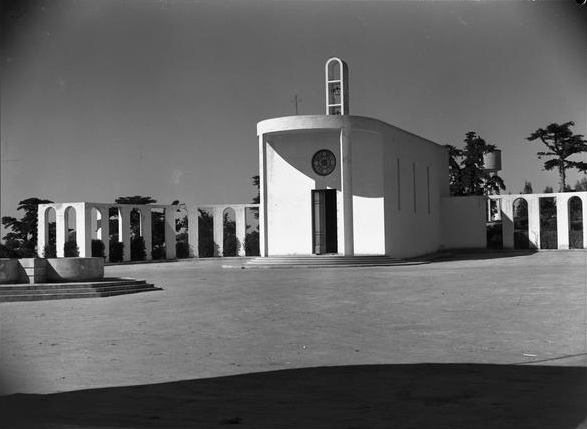
Iglesia católica modernista de Massah (anteriormente Villaggio Luigi Razza en 1940

Los colonos italianos en Libia (en italiano: Italo-libici, también llamados libios italianos) se refiere típicamente a los italianos, y sus descendientes, que residieron o nacieron en la Libia italiana, durante el período colonial precedente a la Libia independiente. 

## Historia
La herencia italiana en Libia se remonta a la antigua Roma, cuando los romanos controlaron y colonizaron Libia durante un período de más de cinco siglos antes de la caída del Imperio Romano y su toma por las civilizaciones árabes y turcas, pero la herencia predominantemente italiana en Libia se refiere a los italianos modernos. 
En 1911, el Reino de Italia libró una guerra contra el Imperio Otomano y capturó a Libia como colonia. Se alentó a los colonos italianos a viajar a Libia, y estos lo hicieron desde 1911 hasta el estallido de la Segunda Guerra Mundial. 

### Desarrollo
En menos de treinta años (1911–1940), los italianos en Libia construyeron una cantidad significativa de obras públicas (carreteras, ferrocarriles, edificios, puertos) y la economía libia floreció. Incluso crearon el Gran Premio de Trípoli, un evento internacional de automovilismo que se celebró por primera vez en 1925 en un circuito de carreras fuera de Trípoli ( hasta 1940).
Los agricultores italianos cultivaron tierras que habían regresado al desierto nativo durante muchos siglos, y mejoraron la agricultura italiana en Libia a los estándares internacionales (incluso con la creación de nuevas aldeas agrícolas).
El catolicismo experimentó un gran crecimiento durante esos años, con muchas iglesias nuevas construidas para la creciente comunidad italiana: a fines de la década de 1920 se construyeron las dos catedrales católicas de Trípoli y Bengasi. La catedral de Benghazi fue considerada la más grande del norte de África. 
Al gobernador Italo Balbo se le atribuye la creación de la Libia moderna en 1934, cuando convenció al líder italiano Benito Mussolini para unir las colonias italianas de Tripolitania, Cirenaica y Fezzan en un solo país llamado "Libia" en italiano.

## Emigrantes
Libia fue considerada la nueva "América" para los emigrantes italianos en la década de 1930, sustituyendo a Estados Unidos.
Los italianos en Libia sumaban 108,419 habitantes (12.37% de la población total) en el censo de 1939. Se concentraron en la costa alrededor de la ciudad de Trípoli (37% de la población de la ciudad) y Benghazi (31%). 
En 1938, el gobernador Balbo trajo a 20,000 agricultores italianos para colonizar Libia, y se fundaron 26 nuevas aldeas para ellos, principalmente en Cirenaica.
El 9 de enero de 1939, la colonia de Libia se incorporó a la Italia metropolitana y, a partir de entonces, se consideró parte integral del estado italiano. Libia, como la Cuarta Orilla, debía formar parte de la Italia imperial, deseada por los irredentistas italianos.  

## Porcentajes de italianos libios
| Año  | Italianos | Porcentaje | Población total de Libia | Fuente                                                          |
| ---- | --------- | ---------- | ------------------------ | --------------------------------------------------------------- |
| 1936 | 112,600   | 13,26%     | 848,600                  | Enciclopedia Geográfica Mondiale KZ, De Agostini, 1996          |
| 1939 | 108,419   | 12,37%     | 876,563                  | Guida Breve d'Italia Vol. III, CTI, 1939 (Censimento Ufficiale) |
| 1962 | 35,000    | 2.1%       | 1,681,739                | Enciclopedia Motta, Vol.VIII, Motta Editore, 1969               |
| 1982 | 1,500     | 0.05%      | 2,856,000                | Atlante Geográfico Universale, Fabbri Editori, 1988             |
| 2004 | 22,530    | 0.4%       | 5.631.585                | L'Aménagement Linguistique dans le Monde                        |